# Геранбойський район
Геранбойський район (азерб. Goranboy) — адміністративна одиниця на заході Азербайджану. Адміністративний центр – місто Геранбой.

## Історія
Район вперше було утворено рішенням Центрального Виконавчого Комітету Азербайджанської РСР від 8 серпня 1930 року про створення адміністративних ділянок і районів, з центром у селі Геранбой. ЦВК рішенням від 8 вересня 1938 року перейменував Геранбой на Касум-Ісмаїлов. Рішенням Верховної Ради Азербайджану від 12 лютого 1991 року до складу району увійшов ліквідований Шаумянівський район, а місту й району було повернено первинну назву Геранбой.